# Luki Botha
Lukas "Luki" Botha (Tshwane, 17 januari 1930 - Gauteng, 17 oktober 2006) was een autocoureur uit Zuid-Afrika die onder andere uitkwam in de Formule 1. Hij reed één Grand Prix; de Grand Prix Formule 1 van Zuid-Afrika 1967 voor het team Brabham.